# Fondo Machne Israel
El Fondo Machne Israel para el Desarrollo (en inglés: Machne Israel Development Fund) es la organización de servicio social del movimiento jasídico Jabad-Lubavitch.

## Fundación
Machne Israel fue fundado en mayo de 1941 por el rebe (líder) de Lubavitch, el rabino Iosef Itzjak Schneerson,, quién permaneció al frente de la organización hasta su muerte en 1950. Schneerson nombró director ejecutivo a su yerno, el Rabino Menajem Mendel Schneerson quién en su testamento nombró a varias personas para dirigir la organización tras su muerte. Una de esas personas es el Rabino Yehuda Krinsky. El Fondo para el Desarrollo Machne Israel fue fundado en 1984 con la finalidad de ayudar a financiar y expandir las instituciones de Jabad.

## Misión
La organización trata de aumentar el nivel de observancia de la Torá y el cumplimiento de los preceptos (mitzvot), divulgar el mensaje del anterior Rebe de Lubavitch, y hacer que más judíos hagan Teshuvá, ya que ellos creen que esto hará posible la venida del Mesías (Moshiach).

## Proyectos comunitarios
Machne Israel ha iniciado varios proyectos comunitarios, entre ellos cabe señalar:
- Mishnayos Baal Peh: El aprendizaje de los 6 órdenes de la Mishná se divide entre los miembros, de manera que el estudio de toda la Mishná es completado en un año.

- Sociedades Tehillim: Mahane Israel ha creado las Sociedades Tehillim para la recitación diaria de los salmos. Estas sociedades trabajan juntamente con la sociedad universal Tehillim, fundada en la Ciudad vieja de Jerusalén.

- Chalukat HaShas: La totalidad del Talmud se divide entre los miembros de Machne Israel, cada miembro toma para sí mismo un tratado talmúdico (masechet), y se compromete a completar su estudio en un año.

- Keren HaShaná: Consiste en una recaptación de fondos anual, para los más necesitados, que tiene lugar durante los Días temibles.[10]